# Checco Durante
Checco Durante, all'anagrafe Francesco Durante, (Roma, 19 novembre 1893 – Roma, 5 gennaio 1976), è stato un attore e poeta italiano.
Popolare attore e poeta romanesco, interpretò con schiettezza e bonomia un certo carattere romano. Marito dell'attrice Anita Durante, ebbe due figlie, ambedue attrici: Leila e Luciana. Quest'ultima è la moglie dell'attore Marcello Prando e madre del doppiatore Francesco.

## Biografia

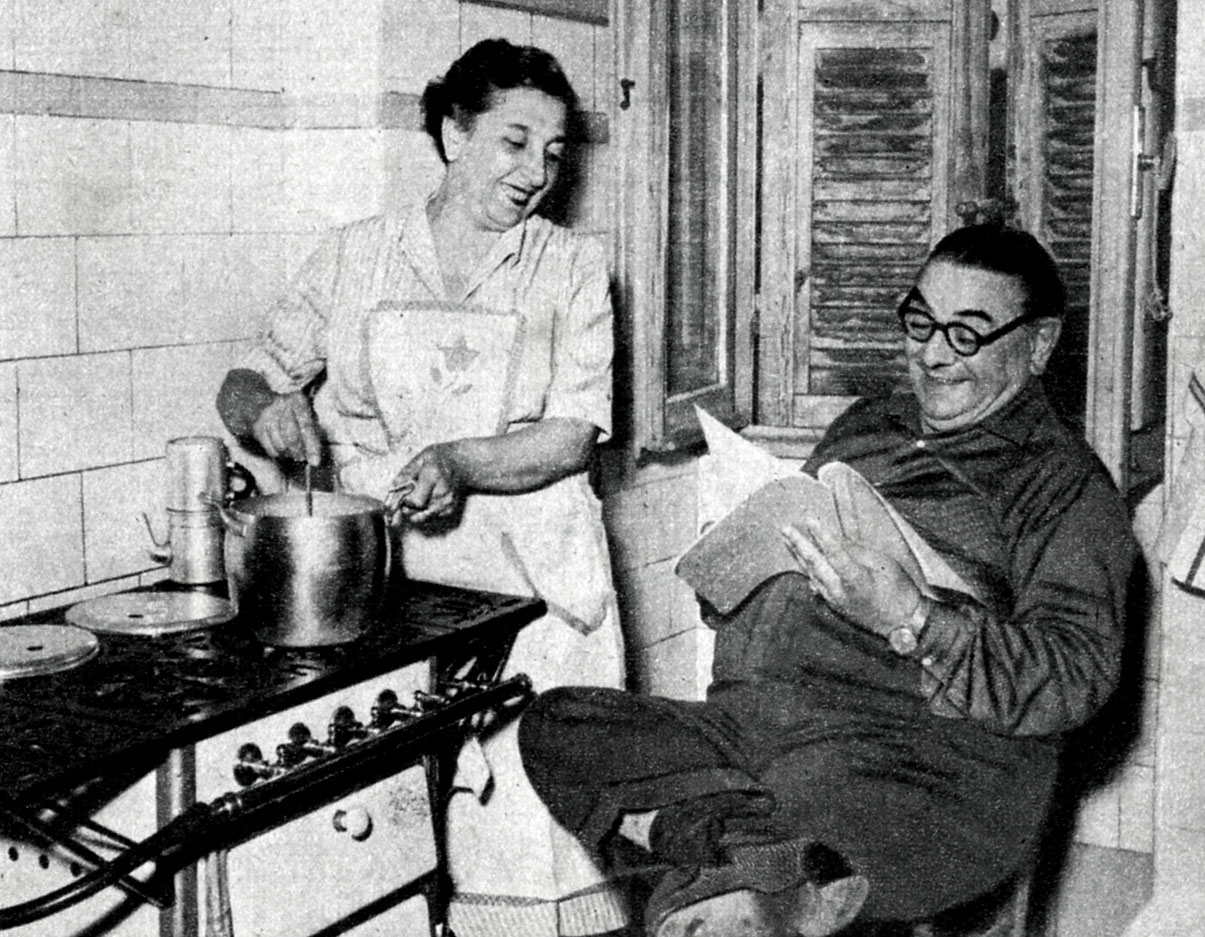
Anita e Checco Durante nel 1957

Nato a Roma nel 1893 in via dei Salumi, nel rione di Trastevere, mentre era impiegato presso una ditta di vendita all'ingrosso di tessuti, iniziò a recitare in una filodrammatica, ove conobbe la futura moglie Anita. Successivamente, nel 1918, entrò, insieme con Anita, nella compagnia del grande Ettore Petrolini, insieme al quale scrisse la commedia Cento di questi giorni (1921). Sempre con Petrolini, recitò viaggiando prima per l'Italia e poi, per sei mesi, nelle principali città del Sudamerica: Buenos Aires, Montevideo, San Paolo, Rio de Janeiro, Santos, Campinas.
Durante aspirava, però, al ruolo di capocomico. Nel 1928 lasciò Petrolini e decise di formare una propria compagnia. Esordì il 7 aprile con la sua Primaria Compagnia della Commedia Romanesca al Teatro Traiano di Civitavecchia con La commedia di Rugantino di Augusto Jandolo.
Fece tutta la gavetta, cominciando a recitare con alterna fortuna nei piccoli centri del Lazio fino ad approdare al successo nei cinema-teatri di Roma.
A partire dal 1950, con la sua Compagnia stabile del teatro romanesco recitò nel periodo estivo a Villa Aldobrandini, e nella stagione invernale al Teatro Rossini, teatro che già con Zanazzo e Tamburri era divenuto il centro del teatro dialettale romano. Nell'intervallo delle commedie era solito declamare i suoi versi. Spesso si avvalse della collaborazione di Giggi Spaducci.
Molto ricercato come caratterista, non disdegnò di affiancare alla prevalente attività teatrale quella di attore cinematografico, interpretando numerosi film con registi di rilievo quali Luigi Zampa, Mario Camerini, Mario Soldati, Dino Risi ed altri. Tra i titoli più noti si possono ricordare: Roma ore 11 del 1952, Policarpo, ufficiale di scrittura del 1959, Straziami ma di baci saziami del 1968, Nel giorno del Signore del 1970, In nome del popolo italiano del 1971.
Negli anni sessanta alcune commedie in dialetto, furono trasmesse in televisione dalla RAI. Recitò anche nello sceneggiato televisivo Il giornalino di Gian Burrasca, con protagonista Rita Pavone, andato in onda in otto puntate nel 1964-65 e replicato negli anni successivi.
Partecipò anche a numerosi programmi radiofonici dell'emittente locale Radio Roma, come Radio Campidoglio e Campo de' Fiori.
Morì nella città natale, a ottantadue anni, la vigilia dell'epifania del 1976. Il 28 dicembre 1975 aveva recitato per l'ultima volta in La scoperta dell'America di Alberto Retti.
Checco Durante è sepolto presso il cimitero del Verano di Roma, assieme alla moglie, al genero e alle figlie scomparse entrambe nel 2014.
Come Ettore Petrolini e Gino Cervi, fu iniziato alla Massoneria.

## Varietà radiofonici RAI
- Campidoglio, settimanale domenicale di vita romana, trasmissione locale di Roma e del Lazio, dal 1945, poi sostituita nel 1956 da una trasmissione simile Campo de' Fiori, tutte con la regia di  Giovanni Gigliozzi, dalla prima sino al 1974, quando furono chiuse tutte le trasmissioni locali per la riforma dei programmi. Con Gisella Monaldi (la sora Tuta), Fiorenzo Fiorentini (er Sor du fodere), Tatiana Farnese, Enrico Urbini (il centralinista), Sergio D'Alba, Checco Durante, Anita Durante, Isa Bellini, Dora Paci, Isa Di Marzio (Orazio Pennacchioni), Valerio Degli Abbati, Sergio Fantoni, Giuliano Isidori, Franco Latini (il vetturino), Italo Carelli, Pina Piovani, Elio Pandolfi, Rino Salviati, Antonella Steni, Renato Izzo, Michele Gammino, Nando Bruno, Renato Turi, Zoe Incrocci, Gina Mascetti, Nella Gambini, Giusy Valeri, Enzo Liberti, i cantanti Giorgio Onorato e Giulia Jandolo, Mario Regni e molti altri.

## Prosa televisiva RAI
- Il signor generale, atto unico di Luigi Chiarelli, regia di Guglielmo Morandi, trasmesso il 12 dicembre 1947
- Don Desiderio disperato per eccesso di buon cuore, commedia di Giovanni Giraud, regia di Checco Durante e Mario Landi, trasmessa il 4 luglio 1956.
- Vetturini... se nasce, di Rina Paltrinieri, trasmessa l'11 agosto 1958.
- Piglia su e porta a casa, di Rina Paltrinieri, trasmessa il 18 luglio 1960.
- La commedia di Rugantino, di Augusto Jandolo, regia di Guglielmo Morandi, trasmessa il 17 gennaio 1961.
- Lo smemorato di Emilio Caglieri, regia di Enzo Liberti e Fernanda Turvani, trasmessa il 12 agosto 1962.
- L'esame, regia di Fernanda Turvani, trasmessa il 22 agosto 1963.
- Il giornalino di Gian Burrasca, regia di Lina Wertmüller, 1964.
- Miei cari burattini, regia di Enzo Liberti e Luigi Di Gianni, trasmessa il 30 novembre 1965.

## Prosa radiofonica Eiar
- Ritornano le maschere, Rugantino, programma di Angelo Nizza e Riccardo Morbelli, musiche di Gino Filippini con Checco Durante, trasmesso il 7 gennaio 1937

## Prosa radiofonica RAI
- Pigmalione, commedia di G. B. Shaw, regia di Guglielmo Morandi, trasmessa il 10 febbraio 1947
- Il pantografo di Luigi Squarzina, regia di Luigi Squarzina, trasmessa il 30 gennaio 1960.

## Filmografia

Checco Durante in La bisbetica domata (1942)

- Lo smemorato, regia di Gennaro Righelli (1936)
- Il Corsaro Nero, regia di Amleto Palermi (1937)
- I fratelli Castiglioni, regia di Corrado D'Errico (1937)
- Duetto vagabondo, regia di Guglielmo Giannini (1938)
- Piccolo re, regia di Redo Romagnoli (1940)
- La scuola dei timidi, regia di Carlo Ludovico Bragaglia (1941)
- Don Giovanni, regia di Dino Falconi (1942)
- Perdizione, regia di Carlo Campogalliani (1942)
- Signorinette, regia di Luigi Zampa (1942)
- La bisbetica domata, regia di Ferdinando Maria Poggioli (1942)
- Il treno crociato, regia di Carlo Campogalliani (1943)
- Abbasso la miseria!, regia di Gennaro Righelli (1944)
- L'innocente Casimiro, regia di Carlo Campogalliani (1945)
- Abbasso la ricchezza!, regia di Gennaro Righelli (1946)
- Il sole sorge ancora, regia di Aldo Vergano, Giuseppe De Santis (1946)
- Furia, regia di Goffredo Alessandrini (1947)
- Lo sciopero dei milioni, regia di Raffaello Matarazzo (1947)
- Il segreto di Don Giovanni, regia di Camillo Mastrocinque (1947)
- Fumeria d'oppio, regia di Raffaello Matarazzo (1947)
- Molti sogni per le strade, regia di Mario Camerini (1948)
- L'isola di Montecristo, regia di Mario Sequi (1948)
- Santo disonore, regia di Guido Brignone (1949)
- Vent'anni, regia di Giorgio Bianchi (1949)
- Amori e veleni, regia di Giorgio Simonelli (1949)
- Le due sorelle, regia di Mario Volpe (1950)
- Canzone di primavera, regia di Mario Costa (1950)
- Luci del varietà, regia di Alberto Lattuada (1950)
- Il nido di falasco, regia di Guido Brignone (1950)
- Verginità, regia di Leonardo De Mitri (1951)
- Signori, in carrozza!, regia di Luigi Zampa (1951)
- Auguri e figli maschi!, regia di Giorgio Simonelli (1951)
- Roma ore 11, regia di Giuseppe De Santis (1951)
- La voce del silenzio, regia di Georg Wilhelm Pabst (1952)
- Cento piccole mamme, regia di Giulio Morelli (1952)
- Anni facili, regia di Luigi Zampa (1953)
- Se vincessi cento milioni, regia di Carlo Campogalliani, Carlo Moscovini (1953)
- Donne proibite, regia di Giuseppe Amato (1953)
- William Tell, regia di Jack Cardiff (1953)
- La schiava del peccato, regia di Raffaello Matarazzo (1954)
- L'ultima gara, regia di Piero Costa (1954)
- Viva il cinema!, regia di Enzo Trapani (1954)
- Il vetturale del Moncenisio, regia di Guido Brignone (1954)
- Accadde tra le sbarre, regia di Giorgio Cristallini (1955)
- La moglie è uguale per tutti, regia di Giorgio Simonelli (1955)
- Motivo in maschera, regia di Stefano Canzio (1955)
- Il porto della speranza, regia di Enzo Liberti (1955)
- Processo all'amore, regia di Enzo Liberti (1955)
- I dritti, regia di Mario Amendola (1957)
- Amore e guai..., regia di Angelo Dorigo (1958)
- Policarpo, ufficiale di scrittura, regia di Mario Soldati (1959)
- Granada, addio!, regia di Marino Girolami (1967)
- Straziami ma di baci saziami, regia di Dino Risi (1968)
- Nel giorno del Signore, regia di Bruno Corbucci (1970)
- In nome del popolo italiano, regia di Dino Risi (1970)
- Buona parte di Paolina, regia di Nello Rossati (1973)

## Doppiaggio
- Rino Leandri in Lo sceicco bianco

## Pubblicazioni
- L'adurterio: monologo drammatico in versi in dialetto romanesco Belluno, Tip. Fracchia, 1917.
- Na piena ar cinematogrefo Belluno, Tip. Fracchia, 1917.
- Grumiro Belluno, Tip. Fracchia, 1917.
- Galeotto: monologo drammatico in versi romaneschi Roma, Casa ed. music. F.lli Franchi, 1918.
- Versi romaneschi Roma, La diffusione, 1923.
- Sta zitto Roma, Scuola tip. D. Luigi Guanella, 1942.
- Li racconti de nonno: poesie romanesche Roma, Arti grafiche, 1947.
- Acquarelli - A lo specchio I e II volume, Roma, Tip. LUBI'R, 1971.
- I miei ricordi; Le mie poesie Roma, Tip. Don Guanella, 1973.
- Bernardina nun fa' la scema: 3 atti in dialetto romanesco Roma, Tip. Nicola Ricci, 1986.